# Malignant
Malignant är en amerikansk skräckfilm från 2021, som hade biopremiär i Sverige och USA den 10 september samma år. Den är regisserad av James Wan, från ett manus av Akela Cooper, baserad på en synopsis skriven av Wan, hans hustru Ingrid Bisu och Cooper. I huvudrollen syns Annabelle Wallis, tillsammans med bland andra Maddie Hasson, George Young, Michole Briana White, och Jacqueline McKenzie.
Filmen skulle från början ha haft biopremiär den 14 augusti 2020, men togs bort från releaseschemat i mars 2020 på grund av covid-19-pandemin.

## Handling
Filmens handling kretsar kring den unga kvinnan Madison Mitchell, som en dag drabbas av hemska visioner av bestialiska mord. När Madison har drömt dessa "vakendrömmar" ett tag, inser hon att det hon har drömt, har hänt på riktigt.

## Rollista (i urval)

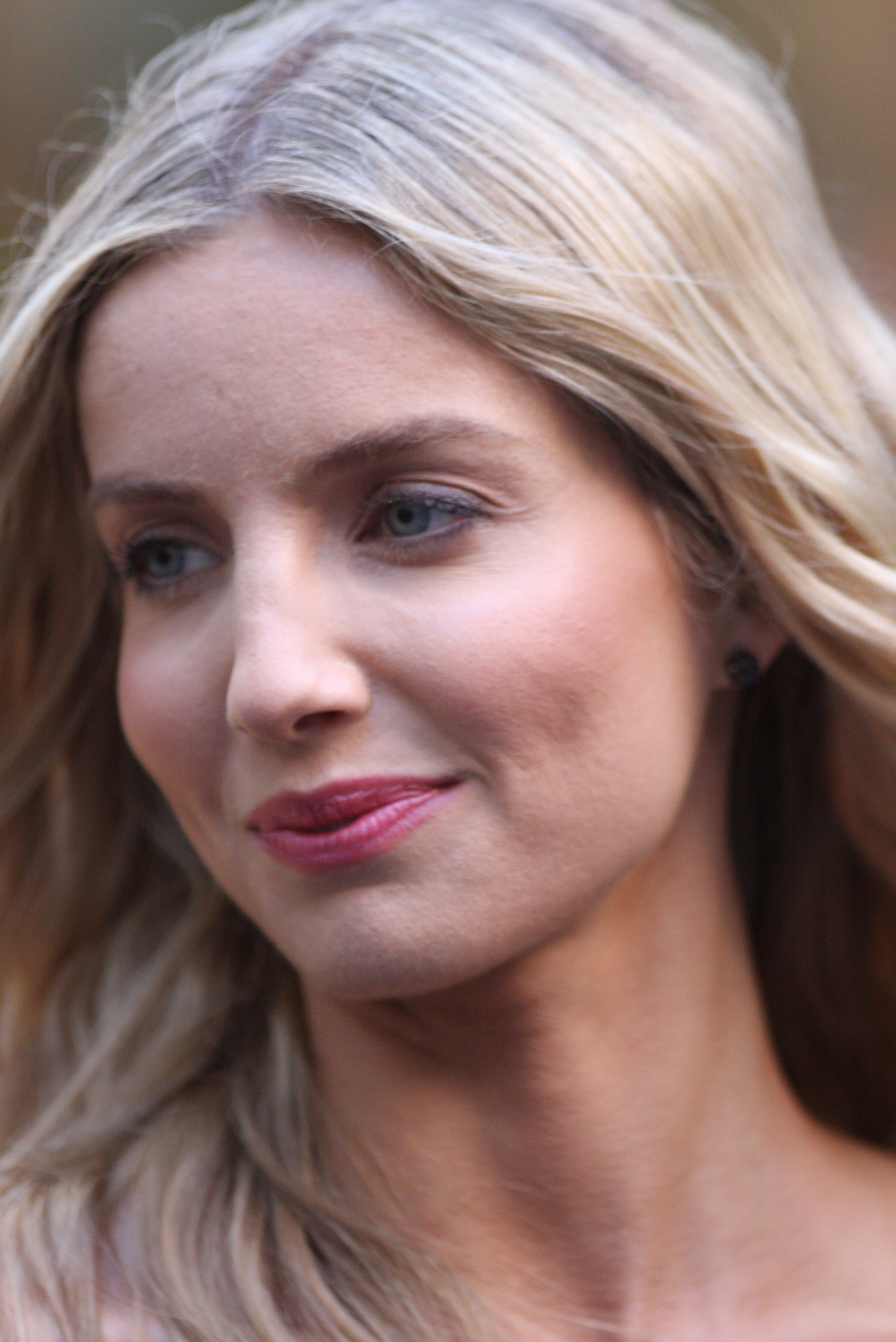
Annabelle Wallis spelar huvudrollen som Madison Mitchell.

| Annabelle Wallis / Mckenna Grace  | – Madison Mitchell / Emily |
| Maddie Hasson                     | – Sydney Lake              |
| George Young                      | – Kekoa Shaw               |
| Michole Briana White              | – Regina Moss              |
| Jean Louisa Kelly / Madison Wolfe | – Jane Doe / Serena        |
| Susanna Thompson                  | – Jeanne Lake              |
| Jake Abel                         | – Derek Mitchell           |
| Jacqueline McKenzie               | – Dr. Florence Weaver      |
| Christian Clemenson               | – Dr. Victor Fields        |
| Ingrid Bisu                       | – CST Winnie               |
| Jon Lee Brody                     | – Konstapel Lee            |
| Paula Marshall                    | – Beverly                  |
| Zoë Bell                          | – Scorpion                 |
| Ray Chase / Marina Mazepa         | – Gabriel                  |
| Andy Bean                         | – Frank                    |
| Patricia Velásquez                | – Sköterska Velasquez      |

## Produktion

### Utveckling

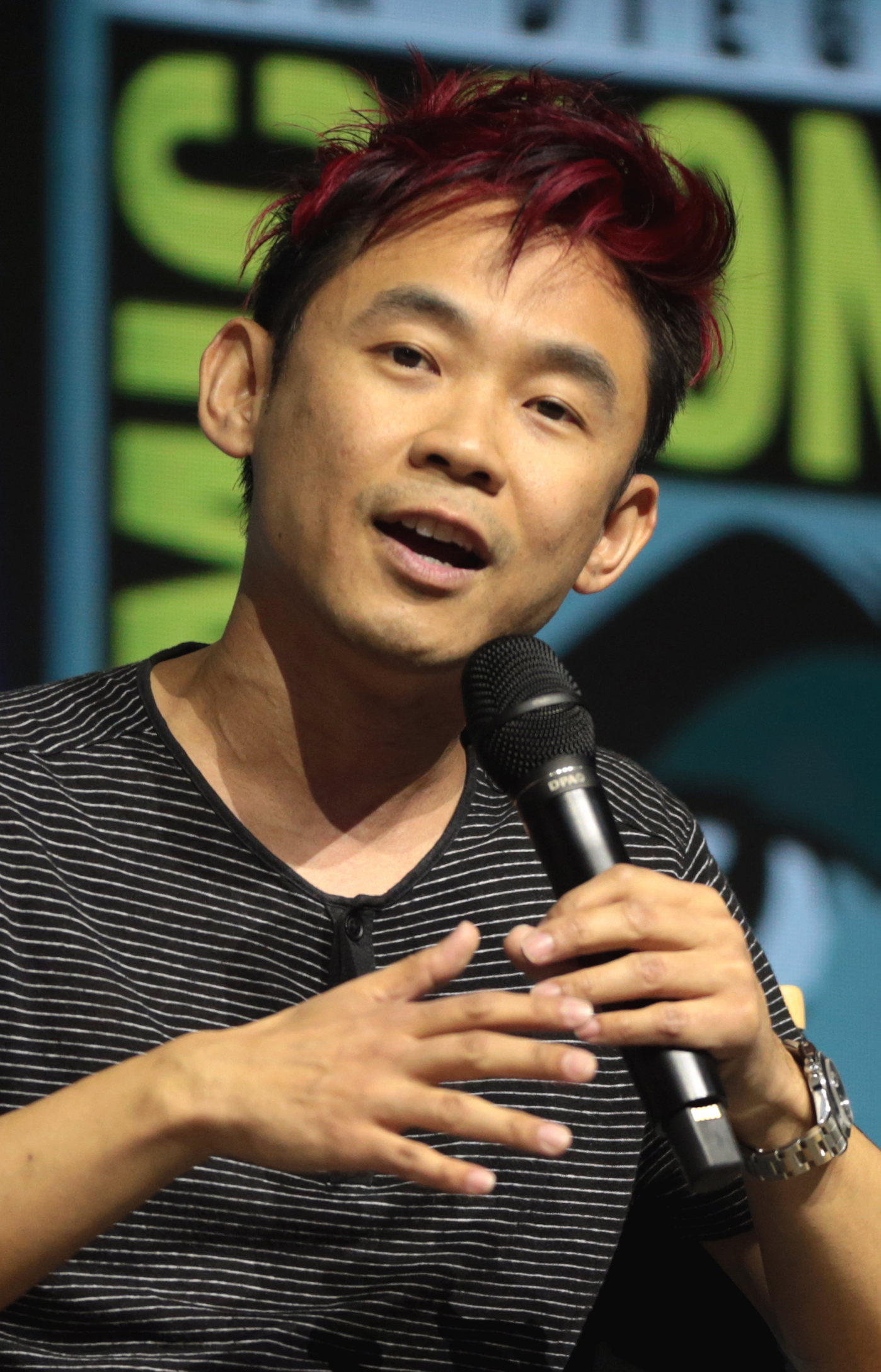
James Wan, regissör för filmen.

I juli 2019 tillkännagavs det att James Wan skulle regissera denna film på New Line Cinema, från ett manus av Akela Cooper och J. T. Petty, som byggde på en originalberättelse skriven av honom själv och hustrun Ingrid Bisu. Cooper stod till slut som ensam manusförfattare samtidigt som hon även var synopsisförfattare tillsammans med Wan och Bisu. Wan var filmproducent tillsammans med Michael Clear, under hans produktionsbolag Atomic Monster. I september 2019 meddelade Wan att filmen hade fått titeln Malignant, samtidigt som Bloody Disgusting rapporterade att filmen skulle vara i linje med en giallo-film. Bisus fascination för medicinska anomalier fick henne att läsa om Edward Mordrake, som blev inspirationskälla till filmens mördarkaraktär Gabriel.
I oktober 2019 sa Wan att filmen inte var baserad på hans tidigare grafiska roman Malignant Man, vid ett senare tillfälle angav han inflytande från den italienske skräckfilmsfantasten Dario Argento och hans filmer Tenebre, Phenomena och Trauma.

### Rollsättning
I augusti 2019 blev Annabelle Wallis, George Young och Jake Abel rollsatta. I september blev även Maddie Hasson, Michole Briana White, och Jacqueline McKenzie rollsatta, följt av Mckenna Grace i mars 2020.

### Inspelning
Produktionen satte igång i Los Angeles den 24 september 2019, för att avslutas den 8 december samma år.